# Exosporium sultanae
Exosporium sultanae är en svampart som beskrevs av Du Plessis 1946. Exosporium sultanae ingår i släktet Exosporium, divisionen sporsäcksvampar och riket svampar.   Inga underarter finns listade i Catalogue of Life.